# 路璋 (天順進士)
路璋（1425年—？），字斐章，江西吉安府安福縣人，明朝政治人物。進士出身。

## 生平
江西鄉試第三十二名。天順元年（1457年）丁丑科會試第一百八十三名，殿試登進士第二甲第十七名。

## 家族
曾祖路文明。祖父路仲節。父亲路世清，曾任贈給事中。